# Edhem Šljivo
Edhem Šljivo (Sarajevo, 13 marzo 1950) è un ex calciatore jugoslavo, di ruolo centrocampista.

## Carriera

### Nazionale
Con la Nazionale jugoslava ha preso parte agli Europei 1976 ed al Mondiale 1982.